# Boots of Spanish Leather
«Boots of Spanish Leather» es una canción escrita por el cantante estadounidense Bob Dylan y publicada en su álbum de 1964 The Times They Are A-Changin'.

## Versiones
Muchas versiones de esta canción han sido grabadas por otros artistas, como:
- Joan Báez: Any Day Now
- Sebastian Cabot: Sebastian Cabot, Actor-Bob Dylan, Poet (1967)
- Dervish: Spirit (2003)
- Dubliners: 30 Years A-Greying (1994)
- Nanci Griffith: Other Voices, Other Rooms (1993), Winter Marquee (2002), Putumayo Presents American Folk (2005)
- Richie Havens: Electric Haven (1966)
- Various Artists (performed by Ida): A Tribute to Bob Dylan, Volume 3: The Times They Are A-Changin' (2000)
- Linda Mason: How Many Seas Must a White Dove Sail (1964)
- Dan McCafferty: Dan McCafferty (1975)
- Michael Moore: Jewels and Binoculars (2000)
- Seldom Scene: Scene It All (2000)
- Martin Simpson: Bootleg USA- Martin uses his fluid fingerstyle, frailing and open tuning
- Various Artists (performed by Martin Simpson): A Nod to Bob (2001)
- T. Duggins: T. Duggens:Undone (2006)